# Euploea sacerdos
Euploea sacerdos är en fjärilsart som beskrevs av Butler. Euploea sacerdos ingår i släktet Euploea och familjen praktfjärilar. Inga underarter finns listade i Catalogue of Life.